# Zeno's paradoxen
Achilles en de schildpad is een paradox die wordt toegeschreven aan Zeno van Elea. Het verhaal toont aan dat dichotomie - het opdelen van een probleem in deelproblemen - niet altijd leidt tot een resultaat dat overeenkomt met ons gezond verstand.

## Achilles en de schildpad

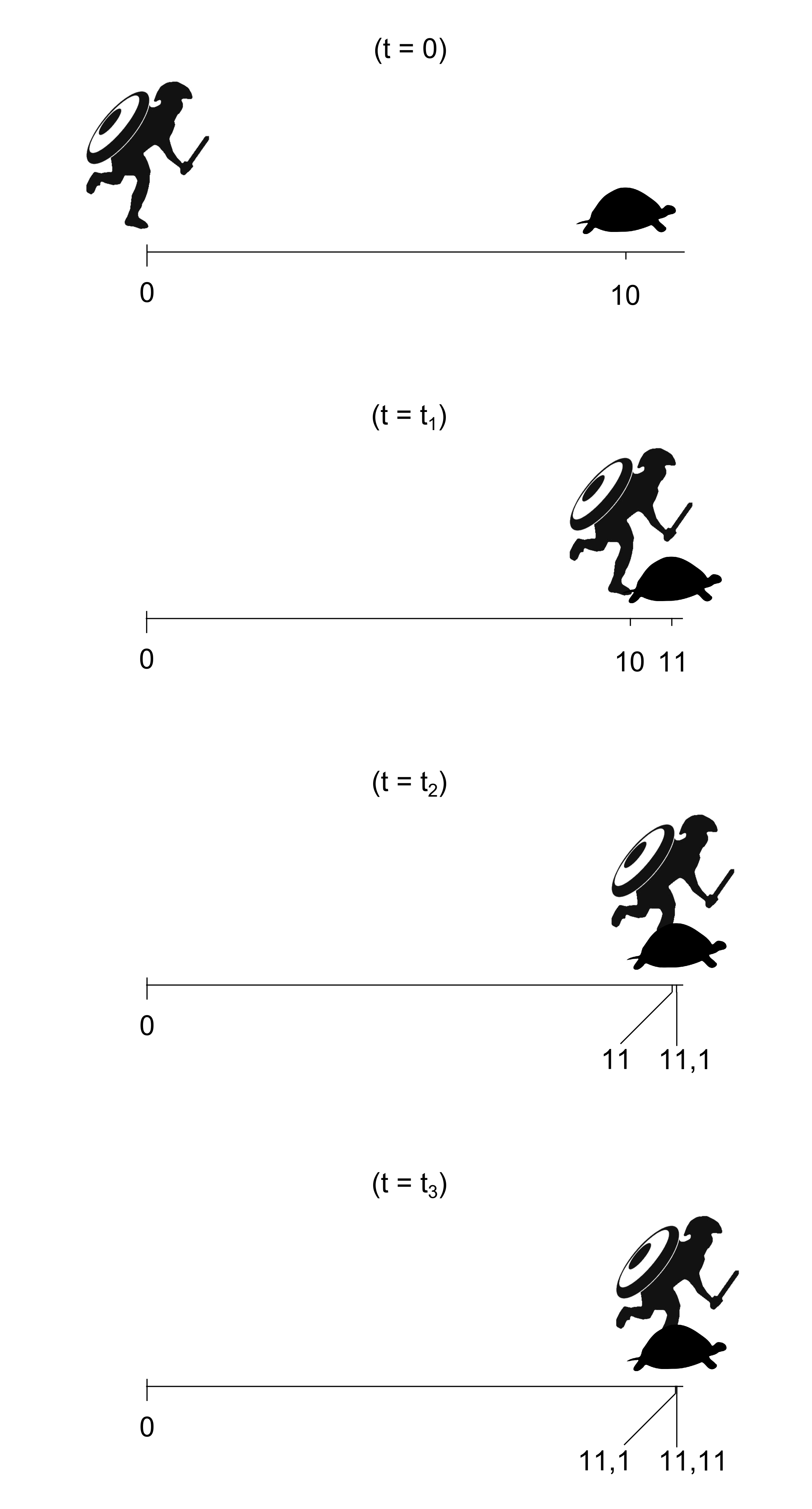
Achilles en de schildpad

De snelvoetige Achilles gaat een wedstrijd aan met een schildpad. De schildpad krijgt een voorsprong. Wanneer Achilles het punt A bereikt, waar de schildpad kort tevoren was, is de schildpad intussen bij punt B aangekomen. Arriveert Achilles bij dit punt B, dan is de schildpad intussen aangekomen bij punt C, enzovoorts.

De Schildpad daagde Achilles uit voor een hardloopwedstrijd. Hij beweerde dat hij zou winnen als Achilles hem een kleine voorsprong gaf. Achilles moest lachen, want hij was natuurlijk een machtige strijder, snel van voet, terwijl de Schildpad zwaar en langzaam was.
"Hoeveel voorsprong?" vroeg hij de Schildpad met een glimlach.
"Tien meter," antwoordde deze. Achilles lachte harder dan ooit.
"Dan ga jij zeker verliezen, vriend" vertelde hij de Schildpad, "maar laten we vooral rennen, als je dat graag wilt."
"Integendeel," zei de Schildpad, "ik zal winnen, en ik kan het je met een eenvoudige redenering bewijzen."
"Kom op dan," antwoordde Achilles, die al iets minder vertrouwen voelde dan eerst. Hij wist dat hij de superieure atleet was, maar hij wist ook dat de Schildpad een scherper verstand had, en dat hij al vaak een discussie met het dier had verloren.
"Veronderstel," begon de Schildpad, "dat u me een voorsprong van 10 meter geeft. Zou u zeggen dat u die 10 meters tussen ons snel kunt afleggen?"
"Zeer snel," bevestigde Achilles.
"En hoeveel meter heb ik in die tijd afgelegd, denkt u?"
"Misschien een meter - niet meer," zei Achilles na even nagedacht te hebben.
"Zeer goed," antwoordde de Schildpad, "dus nu is er een meter afstand tussen ons. En zou u die achterstand snel inlopen?"
"Zeer snel inderdaad!"
"En toch zal ik in die tijd verder gegaan zijn, zodat u DIE afstand moet inhalen, ja?"
"Eeh, ja" zei Achilles langzaam.
"En terwijl u dat doet, zal ik een stukje verder gegaan zijn, zodat u steeds een nieuwe achterstand moet inlopen" ging de Schildpad stug door.
Achilles zei niets.
"En zo ziet u, elke periode dat u bezig bent uw achterstand in te halen zal ik gebruiken om een nieuwe afstand, hoe klein ook, aan die achterstand toe te voegen."
"Inderdaad, daar valt geen speld tussen te krijgen," antwoordde Achilles, nu al vermoeid.
"En zo kunt u nooit de achterstand inlopen," besloot de Schildpad met een sympathieke glimlach.
"U heeft gelijk, zoals altijd," besloot Achilles droevig - en gaf de race gewonnen.

Conclusie: de achterstand wordt kleiner, maar Achilles haalt de schildpad ogenschijnlijk nooit in. Dit is een paradox, want in werkelijkheid zou Achilles de schildpad wel inhalen.

### Uitleg
De paradox wordt onder meer veroorzaakt door het feit dat de som van een oneindig aantal stappen toch eindig is. Start de schildpad bijvoorbeeld met 1000 meter voorsprong, en loopt Achilles tien keer zo snel als de schildpad, dan convergeert de voorsprong van de schildpad via 1000 → 100 → 10 → 1 → 0,1 → 0,01 → 0,001 naar nul op een eindige tijd.
Want ook de tijdsafstand tussen het door Achilles bereiken van de punten A, B, C, enzovoort convergeert naar nul.
We kunnen dit berekenen dankzij enkele formules van wiskundige rijen en limieten van oneindige rijen.
De termen van deze oneindige som vormen een meetkundige rij met: {\displaystyle u_{1}}(de eerste term) = 1000 en {\displaystyle q\,}= 0,1. We gebruiken de formule voor de som van de eerste n termen van een meetkundige rij met reden q (is niet gelijk aan 1):
{\displaystyle s_{n}=u_{1}\cdot {\frac {1-q^{n}}{1-q}}=1000\cdot {\frac {1-(0{,}1)^{n}}{1-0{,}1}}={\frac {10000}{9}}\cdot [1-(0{,}1)^{n}]}
De som s van de oneindige rij wordt verkregen door de limiet te nemen:
{\displaystyle s=\lim _{n\rightarrow \infty }s_{n}=\lim _{n\rightarrow \infty }{\frac {10000}{9}}\cdot [1-(0,1)^{n}]={\frac {10000}{9}}\cdot [1-\lim _{n\rightarrow \infty }(0{,}1)^{n}]}
En aangezien:
{\displaystyle \lim _{n\rightarrow \infty }a^{n}=0} als {\displaystyle a\in (-1;1)}
is dus
{\displaystyle {\frac {10000}{9}}\cdot [1-\lim _{n\rightarrow \infty }(0{,}1)^{n}]={\frac {10000}{9}}\cdot (1-0)={\frac {10000}{9}}=1111{,}1111....}
Achilles haalt de schildpad in na een afstand van: {\displaystyle {\frac {10000}{9}}} meter. Dit is in overeenstemming met
de zintuiglijke waarneming. Wat Zeno in zijn verhaal suggereerde was dat de som van een oneindig aantal termen ook oneindig moest zijn. Dat is niet het geval, waarmee de paradox verklaard is.
De paradox kan ook op een andere manier worden doorzien: door naar het verloop van de tijd te kijken. Stel dat Achilles 5 meter per seconde loopt en de schildpad 5 cm/s. De schildpad krijgt 5 meter voorsprong. Achilles bereikt na 1 seconde de startpositie van de schildpad, die dan weer 5 cm verder is. Over die 5 cm doet Achilles 1/100 seconde. De schildpad is dan een halve millimeter verder en Achilles bereikt dat punt in 1/10.000 seconde. Zeno laat dus de tijd stilstaan om de indruk te wekken dat Achilles de schildpad niet inhaalt. Hij zet eigenlijk de video stil vlak voordat Achilles wint. De paradox blijkt zo een drogreden te zijn.  
Het rekenen met begrippen als afstand en snelheid die een grootte en richting hebben, gaat volgens die voor vectoren. Ook een Cartesisch coördinatenstelsel met de op de Y-as de afgelegde afstand loodrecht afgezet tegen de op de X-as de verstreken tijd toont Zeno’s dwaling. Het kruispunt van de grafieken van Achilles en de schildpad is waar en wanneer ze passeren. Haalt Achilles de schildpad nooit in of nadert hij in het diagram die asymptotisch dan moeten de op de assen afgezette tijd en afstand voor Achilles of de schildpad gaan verschillen. Een verschijnsel ook bekend uit de Speciale relativiteitstheorie van Einstein wanneer het verschil in snelheid tussen twee waarnemers vergelijkbaar wordt met die van het licht.

## Dichotomie
Volgens deze redenering is het onmogelijk om een afstand te overbruggen. Als je een afstand wil overbruggen, moet je eerst de helft van die afstand overbruggen. Maar om dat te doen moet je eerst de helft van die afstand overbruggen en ook voor die helft eerst een helft overbruggen. Aangezien afstanden oneindig deelbaar zijn, kan men onmogelijk een gegeven afstand afleggen.

## De vliegende pijl
Een vliegende pijl neemt achter elkaar verschillende, nauwkeurig te omschrijven plaatsen in. Als we zo'n pijl op een ondeelbaar ogenblik beschouwen, bevindt hij zich op een vaste plaats in de ruimte. Alle eigenschappen van de pijl op dat moment zijn vast te leggen en te omschrijven. Ten opzichte van die plaats in de ruimte is hij dus in rust. Maar wanneer hij op elk moment in rust is, dan is hij ook gedurende de hele vlucht in rust. De pijl beweegt zich niet.
Tot in deze tijd hebben denkers zich over deze argumenten het hoofd gebroken.
Zeno's paradoxen lijken vandaag misschien triviaal, maar ze vormden een groot probleem voor de filosofen van de oude tijd en de middeleeuwen. Pas in de 17e eeuw vond men een bevredigende oplossing in de wiskundige resultaten op het gebied van oneindige reeksen en calculus.
Naar moderne inzichten wordt de paradox opgelost door het fundamentele inzicht van de calculus dat een som van oneindig veel termen een eindig resultaat kan opleveren. Het oneindige aantal tijdsspannes dat Achilles nodig heeft om de vorige posities van de schildpad te bereiken, leveren bij elkaar opgeteld een eindige totaaltijd, en dat is inderdaad de tijd die Achilles nodig heeft om de schildpad in te halen.
De paradox van de vliegende pijl kan echter ook op een meer fysische wijze worden benaderd, en wel als een gevolg van een te beperkt begrip van de toestand van de pijl. Deze toestand werd geacht volledig te worden gekarakteriseerd door uitsluitend de plaats van de pijl. Daardoor kon er geen onderscheid gemaakt worden tussen toestanden waarin de pijl verschillende snelheden heeft. Dit laatste is pas mogelijk geworden in de newtoniaanse mechanica waarin de toestand wordt gekarakteriseerd door plaats en snelheid (c.q. impuls). Door deze generalisatie van het toestandsbegrip wordt de paradox geheel opgeheven. Ze is daarmee een illustratie van het feit dat paradoxen in het algemeen optreden als er begripsmatige problemen zijn in de theorievorming.
Het ontbreken van de snelheid in het antieke toestandsbegrip heeft mogelijk te maken met de afwezigheid van het begrip instantane snelheid dat pas kon worden geïntroduceerd na ontwikkeling van het wiskundige limietbegrip. De paradox van de vliegende pijl is daarvan echter onafhankelijk omdat ze ook optreedt wanneer we ons beperken tot constante snelheden.

## Commentaar
De Grieken waren zeer exacte denkers. De filosofen dwongen iedereen zich heel nauwkeurig uit te drukken. Bij de differentiaalrekening van Newton en Leibniz gaat men uit van de limiet van iets dat "willekeurig dicht tot nul nadert". Een Griek zou onmiddellijk vragen: “hoe dicht tot nul? Druk je precies uit!” Wij accepteren deze vaagheid omdat "het werkt"; omdat je er allerlei praktische dingen mee kunt berekenen. Voor de theoretisch ingestelde Griekse filosofen zou dit geen bijster overtuigend argument zijn.
Als men de uitspraken van Zeno zou opvatten als uitspraken over de empirische werkelijkheid dan is het volgende uitgangspunt van Zeno wellicht het zwakke punt: je kunt tijd niet in ondeelbare ogenblikken opdelen; tijd is continu.
Maar het is, afgezien van de vraag of Störig hierin gevolgd moet worden, tevens allesbehalve zeker of deze interpretatie Zeno voldoende recht doet (en daarmede de geschiedenis van de filosofie zelf). Hij wordt namelijk door een tijdgenoot sprekend opgevoerd en wel door Plato in zijn dialoog Parmenides. Zeno verklaart daar dat zijn werk opgevat moet worden als steun aan zijn leermeester Parmenides die het Ene verdedigt jegens de mensen die het principe van het Vele verkondigen. De precieze aard van dat "ene" is misschien voor de hedendaagse mens wat moeilijk te vatten: de object-subject scheiding bestond toentertijd immers nog niet zoals die nu bestaat terwijl zijn en denken veelal samenvielen. Parmenides postuleert het Ene als werkelijk zijnde en de vele verschijningsvormen van al het zijnde aan ons als schijn. Het Ene zou eventueel opgevat kunnen worden als een voorloper van monotheïstische denkbeelden maar het zou ook beschouwd kunnen worden als het vooruitlopen op ons huidige individu (dat in zijn naamgeving immers ook verwijst naar een ondeelbare eenheid).
Zeno zegt in die dialoog onder meer dat het zijn bedoeling was om met zijn betoog (die hij achteraf als een soort jeugdzonde zag, zie het fragment uit Plato) de standpunten van de aanhangers van het Vele op dezelfde manier te ridiculiseren als zij deden met die van Parmenides.
De manier waarop Zeno's paradoxen begrepen moeten worden is, vereenvoudigd gepresenteerd, ongeveer als volgt: Als je niet uitgaat van het Ene ga je dus uit van het Vele, het Ene zou dan deelbaar zijn maar als je het Ene (tijd, afstand etc.) daadwerkelijk deelt, dan kom je tot rare tegenstrijdigheden (want pijlen vliegen wel en Achilles kan wel degelijk een schildpad inhalen).
Toentertijd leverde dit soort paradoxen grote problemen op, mede omdat de logica en wiskunde nog niet zo ver ontwikkeld waren, maar ook omdat veel scholen een houding hadden die later als absoluut idealisme betiteld zou kunnen worden: zijn en denken vielen samen (oftewel, buiten het denken bestond er niets) en van het onderscheid tussen de beschrijver (of beschrijving) en het beschrevene wist men niets of wilde men niets weten.
Een van de eersten die zich met de inhoudelijke weerlegging van Zeno's paradoxen heeft beziggehouden was Aristoteles.

## Gekwantificeerde oplossing
De wiskundige oplossing werkt, maar heeft geen fysieke basis.
Volgens de kwantumtheorie zijn tijd en ruimte gekwantiseerd, en daardoor niet oneindig deelbaar.
De kleinste afstand die nog fysische betekenis heeft, is de plancklengte (1,616 199·10−35 meter) en de kleinste eenheid van tijd is de plancktijd (5,391·10−44 seconde).
Wanneer we de totale weg opdelen in plancklengten, en Achilles en de schildpad ieder 1033 plancklengten breed zijn, en we aannemen dat Achilles 100 maal zo snel loopt als de schildpad, dan loopt Achilles iedere plancktijd 100 plancklengten in op de schildpad.
Omdat Achilles en schildpad zich nooit tussen de plancklengten kunnen bevinden, bevinden beide zich op een gegeven moment in dezelfde 1033 plancklengten. Direct daarna is Achilles de schildpad voorbij.